# اسید پربرومیک
اسید پربرومیک (به انگلیسی: Perbromic acid) یک ترکیب شیمیایی با شناسه پاب‌کم ۱۹۲۵۱۳ است. و جرم مولی آن ۱۲۸٫۹۱ می‌باشد. 